# Nous avons aussi marché sur la Lune
Nous avons aussi marché sur la Lune  es una película del año 2009.

## Sinopsis
Año 1969. Kinshasa, Congo. El 21 de julio, el Apolo 11 debe aterrizar en la Luna. La pareja formada por Tanga y Nika esperan a sor Mwezi para pasar una velada “lunar” en casa de Muntu-wa-Bantu, el hermano de Nika. Pero la religiosa no llega. La Luna está llena, Muntu-wa-Bantu tiene el transistor pegado al oído y la mirada fija en la Luna. Quiere ver por sí mismo “los primeros pasos del hombre en la Luna”. Por mucho que mire, no ve nada de lo que dicen en la radio. ¿Tan lejos está la Luna? Muntu-wa-Bantu decide que él también pisará la Luna.